# Jamshidis
Les Jamshidis (en persan : جمشیدی) sont une sous-tribu du groupe ethnique Aimak d'Afghanistan, l'une des quatre principales tribus Aimaq, qui comprennent également les Ferozkohis (en), les Taïmannis (en), et les Taïmouris (en). Les Jamshidis sont un peuple principalement sédentaire vivant à Herat. Ils seraient d'origine mixte arabe et persane. Certains Jamshidis se sont également installés au Turkménistan.
Une publication de 1926 note que la ville iranienne de Nishapur (dans le nord-est de l'Iran, près de la province de Badghis en Afghanistan) a une population de Jamshidis, originaires du nord de l'Hérat, lesquels se sont installés dans la région à la suite de la guerre anglo-perse. Ces Jamshidis se décrivaient eux-mêmes comme des Baloutches, parlaient le persan et étaient de foi ismaélite.